# Andrew Acquarulo Ackers
Andrew Acquarulo Ackers (auch Andy Ackers; * 23. November 1919 in New Haven, Connecticut, Vereinigte Staaten; † 20. Oktober 1978 in New York City) war ein US-amerikanischer Pianist, Bandleader und Komponist. Er war vor allem in den 1940er bis 1960er Jahren in der Jazz- und Popmusikszene aktiv.

## Leben
Andrew Acquarulo Ackers erhielt seine Schulausbildung an der New Haven High School und begann im Alter von sechs Jahren Klavier zu spielen. Mit acht Jahren dirigierte er erstmals ein Orchester. Er erhielt zehn Jahre lang Musik- und Klavierunterricht an der Neighborhood House Music School in New Haven. Während dieser Zeit war er in Mitglied eines festen Klaviertrios. Zudem engagierte er sich im Music Club der Schule und hatte die Position des Vizepräsidenten (vice president) inne. Acht Jahre lang studierte er an der Yale School of Music Klavier unter der Anleitung des US-amerikanischen Pianisten und Musikpädagogen Bruce Simmonds (1895–1989). Während seines Studiums unterrichtete er selbst an der Neighborhood House Music School Klavier. Des Weiteren studierte er bei Tibor Serly Komposition. In den Jahren 1941 bis 1948 trat Ackers in verschiedenen populären Orchestern als Pianist auf. Im Jahr 1950 arbeitete er bei der NBC als Musical Director, Klavierbegleiter und Orchesterleiter mit der Sängerin Mindy Carson (* 1927) zusammen. 1951 spielte er mit seinem 14-köpfigen NBC Orchestra sonntags in der Musikshow The Girl von Paris mit  Jane Morgan. Bei RCA Victor nahm Ackers mehrere Singles zusammen mit Mindy Carson auf, darunter Looking forward to the Time when you return mit der B-Seite Boutonniere und If I were a bell/Just for a while  ein. Weitere Aufnahmen umfassten Titel wie Together, Just a memory, You’re the cream of my coffee und The Best Things In Life Are Free. Im Jahr 1952 arbeitete er mit der US-amerikanischen Schauspielerin und Sängerin Jane Froman (1907–1980) zusammen. Später arbeitete er mit den Sängerinnen Kate Smith, Georgia Gibbs (1918–2006) und Sonny Skylar zusammen. Andrew Acquarulo Ackers lebte in New York City und verstarb dort am 20. Oktober 1978.

## Werke (Auswahl) und Aufnahmen

### Kompositionen
Ackers schrieb Songs wie If you where there, A New Shade of Blue, Sundown, Olivia und If you where mine.
- The ten comandments[14][15]
- The Princess Suite[4]

### Alben
- Around the World on 88 Keys, 1957
- Be There at Five, 1956 (mit Glenn Osser, George Barnes, Phil Kraus, Jack Lesberg, Jimmie Crawford)

### Aufnahmen eigener Kompositionen
- A New Shade of Blues, 4. April 1949, Johnny Moore, Oscar Moore, Three Blazers, Victor, Matrix Nr. D9VB-0566
- Don't Let the Kiddy Geddin, 28. Juli 1954, Kitty Kallen with Orchestra directed by Jack Pleis
- Faithful and True, Februar 1957, The Diamonds [CA]

### Aufnahmen als Instrumentalist (Piano)
- Let's go down to the tavern, 10. März 1953, Johnny Long Orchestra, Decca, Matrix Nr. 84140
- Red top, 10. März 1953, Johnny Long Orchestra, Decca, Matrix Nr. 84141
- Accent on youth, 10. März 1953, Johnny Long Orchestra, Decca, Matrix Nr. 84142
- Glad rag doll, 10. März 1953, Johnny Long Orchestra, Decca, Matrix Nr. 84143
- I wanna know, 11. Mai 1953, Johnny Long Orchestra, Decca, Matrix Nr. 84481
- Till the moon turns green, 11. Mai 1953, Johnny Long Orchestra, Decca, Matrix Nr. 84482
- The girl that I marry, 11. Mai 1953, Johnny Long Orchestra, Decca, Matrix Nr. 84483
- Maybellene, 14. Juli 1955, Johnny Long Orchestra, Decca, Matrix Nr. 88386

### Eigene Aufnahmen von Andy Ackers (Coverversionen, 1956–1957)
- Ain’t Misbehavin’, 1956
- Don’t Get Around Much Anymore, 1956
- I’m Glad There Is You, 1956
- It All Depends on You, 1956
- Little White Lies, 1956
- Louise, 1956
- Out of Nowhere, 1956
- P.S. I Love You, 1956
- Polka Dots and Moonbeams, 1956
- Stars Fell on Alabama, 1956
- When We’re Alone, 1956
- A Foggy Day – Greensleeves – Roses of Picardy, 1957
- Carioca – Brazil, 1957
- Du, du liegst mir im Herzen – Auf Wiederseh’n, My Dear – Wunderbar, 1957
- El choclo – Habanera, 1957
- Hawaiian War Chant (Ta-hu-wa-hu-wai) – Aloha oe, 1957
- Irish Washerwoman – Danny Boy – When Irish Eyes Are Smiling, 1957
- Les feuilles mortes – La vie en rose – C'est si bon, 1957
- Noche de ronda – Cielito lindo, 1957
- Siboney, 1957
- Tarantella – Oh Marie – ’O marenariello, 1957
- The Bagpipers – Loch Lomond – How Are Things in Glocca Morra?, 1957
- Yankee Doodle Boy – Goodnight, Sweetheart, 1957

### Aufnahmen mit Mindy Carson
- Just a Memory, 1951
- Thank Your Father, 1951
- The Best Things in Life Are Free, März 1951
- You're the Cream in My Coffee, März 1951
- When You and I Were Young Maggie Blues, April 1951

### Aufnahmen mit Buddy Holly und The Crickets (1958–1960)
- Peggy Sue got married, 30. Juni 1959
- Crying, waiting, hoping, 14. Dezember 1958
- That's what they say, 19. Januar 1960
- What to do, 19. Januar 1960
- Learning the game, 17. Dezember 1958

- That makes it tough, 8. Dezember 1958
- Baby my heart, 30. März 1960